# Indeks Fitoplanktonowy dla Polskich Jezior
Indeks Fitoplanktonowy dla Polskich Jezior (Multimetriks PMPL, Phytoplankton method for Polish Lakes) – jeden ze wskaźników stanu wód według ramowej dyrektywy wodnej stosowany w Polsce. Dotyczy on trzech biologicznych elementów ilościowych charakteryzujących stan fitoplanktonu: biomasy ogólnej, koncentracji chlorofilu A i biomasy sinic.
- Metriks cząstkowy „Biomasa sinic” w jeziorach głębokich uwzględnia element jakościowy, który jest szacowany jako udział biomasy sinic w biomasie ogólnej fitoplanktonu w jeziorach stratyfikowanych[2].

Multrimetriks PMPL określa się na podstawie średniej trzech metriksów cząstkowych w zależności od typu jeziora.
Jeziora stratyfikowane:
{\displaystyle PMPL={\frac {Y_{Chl{\text{-}}A}+Y_{Bm}+Y_{CY}}{3}}.}
Jeziora niestratyfikowane:
{\displaystyle PMPL={\frac {Y_{Chl{\text{-}}A}+Y_{Bm}+0{,}5*Y_{CY}}{2{,}5}},}
gdzie:
{\displaystyle Y_{Chl{\text{-}}A}} – metriks „Chlorofil A”,
{\displaystyle Y_{Bm}} – metriks „Biomasa ogólna”,
{\displaystyle Y_{CY}} – metriks „Biomasa sinic”.
Zakres wartości PMPL wyznaczające pięć klas stanu ekologicznego:
- bardzo dobry: 0,0–1,0,
- dobry: 1,01–2,0,
- umiarkowany: 2,01–3,0,
- słaby: 3,01–4,0,
- zły: 4,01–5,0.

Zalecany pobór próbek dla jezior stratyfikowanych:
- chlorofilu A: marzec – maj (1 pobór), czerwiec – wrzesień (2 pobory), październik (1 pobór),
- biomasa ogólna: marzec – maj (1 pobór), czerwiec – wrzesień (2 pobory), październik (1 pobór),
- biomasa sinic: 15 lipca – 15 września (co najmniej 1 próba).

Zalecany pobór próbek dla jezior polimiktycznych:
- chlorofilu A: marzec – maj (1 pobór), czerwiec – wrzesień (2 pobory), październik (1 pobór),
- biomasa ogólna: marzec – maj (1 pobór), czerwiec – wrzesień (2 pobory), październik (1 pobór),
- biomasa sinic: 4 czerwca – 30 września (co najmniej jedna próba).

Metriks: Chlorofil A
Dla jezior stratyfikowanych:
{\displaystyle VQ<2\quad Y_{Chl{\text{-}}A}=-3{,}2698+2{,}6081\ln(Chl{\text{-}}A),}
{\displaystyle VQ>2\quad Y_{Chl{\text{-}}A}=-1{,}8555+0{,}0369(Chl{\text{-}}A)+1{,}3293\ln(Chl{\text{-}}A).}
Dla jezior polimiktycznych:
{\displaystyle VQ<2\quad Y_{Chl{\text{-}}A}=-1{,}1252+0{,}0649(Chl{\text{-}}A)+0{,}6414\ln(Chl{\text{-}}A),}
{\displaystyle VQ>2\quad Y_{Chl{\text{-}}A}=-0{,}3334+0{,}2147(Chl{\text{-}}A)-0{,}0357(Chl{\text{-}}A)*\ln(Chl{\text{-}}A),}
gdzie:
{\displaystyle VQ} (współczynnik Schindlera) – stosunek sumy powierzchni jeziora i jego zlewni do objętości,
{\displaystyle Chl{\text{-}}A} – średnia koncentracja „chlorofilu A” w stagnacji lub w warstwie 0–5 m głębokości w sezonie objętym badaniami.
Metriks „Biomasa Ogólna”
Określany jest z prób pobieranych równolegle do pobory wody do badań metriksu „Chlorofil A”.
Aby wyznaczyć metriks niezbędne jest określenie sumy objętości komórek wszystkich taksonów w danym jeziorze w okresie wegetacyjnym.
Dla jezior stratyfikowanych:
{\displaystyle VQ<2\quad Y_{Bm}=1{,}2900\ln(Bm)+0{,}8727,}
{\displaystyle VQ>2\quad Y_{Bm}=1{,}0325\ln(Bm)+0{,}8135.}
Dla jezior polimiktycznych:
{\displaystyle VQ<2\quad Y_{Bm}=1{,}0720\ln(Bm)+0{,}3778,}
{\displaystyle VQ>2\quad Y_{Bm}=0{,}9880\ln(Bm)+0{,}3616,}
gdzie:
{\displaystyle VQ} (współczynnik Schindlera) – stosunek sumy powierzchni jeziora i jego zlewni do objętości,
{\displaystyle Bm} – średnia biomasa ogólna w stagnacji lub w warstwie 0–5 m głębokości w sezonie badawczym.
Metriks „Biomasa Sinic”
Zależny jest od średniej biomasy sinic oraz wartości biomasy ogólnej fitoplanktonu.
Dla jezior stratyfikowanych (w Polsce, pobór próby druga połowa lipca – pierwsza połowa września).
{\displaystyle VQ<2\quad Y_{CY}=1{,}4113\ln({\frac {B_{CY}+B_{CY}*{\frac {B_{CY}}{B_{PH}}}}{2}})+1{,}8112,}
{\displaystyle VQ>2\quad Y_{CY}=1{,}0898\ln({\frac {B_{CY}+B_{CY}*{\frac {B_{CY}}{B_{PH}}}}{2}})+1{,}2835.}
Dla jezior polimiktycznych (w Polsce, pobór próby 4 czerwca – 30 września)
{\displaystyle Y_{CY}=1{,}1072\ln(B_{CY})+1{,}0803,}
gdzie:
{\displaystyle VQ} (współczynnik Schindlera) – stosunek sumy powierzchni jeziora i jego zlewni do objętości,
{\displaystyle B_{CY}} – średnia biomasa ogólna sinic w stagnacji lub w warstwie 0–5 m głębokości,
{\displaystyle B_{PH}} – średnia biomasa fitoplanktonu w stagnacji lub w warstwie 0–5 m głębokości.
Gdy wyliczone wartości metriksów będą miały wartość ujemną, do dalszych obliczeń należy przyjąć wartość 0, natomiast gdy wartość danego metriksu będzie większa niż 5, należy do obliczeń przyjmować wartość 5.
Wartości graniczne metriksów według klas jakości wody
| Rodzaj Metriksu              | VQ | Górna wartość metriksu odpowiednia dla klasy | Górna wartość metriksu odpowiednia dla klasy | Górna wartość metriksu odpowiednia dla klasy | Górna wartość metriksu odpowiednia dla klasy | Górna wartość metriksu odpowiednia dla klasy |
| Rodzaj Metriksu              | VQ | I                                            | II                                           | III                                          | IV                                           | V                                            |
| ---------------------------- | -- | -------------------------------------------- | -------------------------------------------- | -------------------------------------------- | -------------------------------------------- | -------------------------------------------- |
| Chlorofil A                  | <2 | 5,2                                          | 7,7                                          | 11,1                                         | 16,3                                         | >16,3                                        |
| Biomasa ogólna fitoplanktonu | <2 | 1,1                                          | 2,4                                          | 5,2                                          | 11,3                                         | >11,3                                        |
| Biomasa sinic                | <2 | 0,6                                          | 1,1                                          | 2,3                                          | 4,7                                          | >4,7                                         |
| Chlorofil A                  | >2 | 7,1                                          | 12,8                                         | 21,4                                         | 32,8                                         | >32,8                                        |
| Biomasa ogólna fitoplanktonu | >2 | 1,2                                          | 3,2                                          | 8,3                                          | 21,9                                         | >21,9                                        |
| Biomasa sinic                | >2 | 0,8                                          | 1,9                                          | 4,8                                          | 12,1                                         | >12,1                                        |

| Rodzaj Metriksu              | VQ | Górna wartość metriksu odpowiednia dla klasy | Górna wartość metriksu odpowiednia dla klasy | Górna wartość metriksu odpowiednia dla klasy | Górna wartość metriksu odpowiednia dla klasy | Górna wartość metriksu odpowiednia dla klasy |
| Rodzaj Metriksu              | VQ | I                                            | II                                           | III                                          | IV                                           | V                                            |
| ---------------------------- | -- | -------------------------------------------- | -------------------------------------------- | -------------------------------------------- | -------------------------------------------- | -------------------------------------------- |
| Chlorofil A                  | <2 | 10                                           | 19,1                                         | 30                                           | 42,1                                         | >42,1                                        |
| Biomasa ogólna fitoplanktonu | <2 | 1,8                                          | 4,6                                          | 11,6                                         | 29,3                                         | >29,3                                        |
| Chlorofil A                  | >2 | 10,1                                         | 22,7                                         | 40,5                                         | 67,9                                         | >67,9                                        |
| Biomasa ogólna fitoplanktonu | >2 | 1,9                                          | 5,3                                          | 14,5                                         | 29,1                                         | >29,1                                        |
| Biomasa sinic                | –  | 0,93                                         | 2,3                                          | 5,7                                          | 13,9                                         | >13,9                                        |